# NGC 5371
NGC 5371 (NGC 5390) é uma galáxia espiral barrada (SBbc) localizada na direcção da constelação de Canes Venatici. Possui uma declinação de +40° 27' 44" e uma ascensão recta de 13 horas, 55 minutos e 40,0 segundos.
A galáxia NGC 5371 foi descoberta em 14 de Janeiro de 1788 por William Herschel.